# Pataky Etelka
Gidófalvyné Pataky Etelka (Dicsőszentmárton, 1898. május 28. – Dicsőszentmárton, 1984. április 11.) erdélyi magyar festőművész, akvarellista.

## Életútja
Münchenben Fritz Beyer de Latour magániskolájában 1914–15-ben végzett művészeti tanulmányokat, majd 1917-ben a budapesti Képzőművészeti Főiskolán Deák-Ébner Lajos tanítványa volt. 1924-ben, majd később is a nagybányai művésztelepen dolgozott. Férjével, Gidófalvy Istvánnal 1913-ban költöztek Dobokára; a Szolnok-Doboka megyei falu udvarházát és utcáit számos akvarelljében örökítette meg. 1944 után, a birtokos családokat sújtó kitelepítések idején Marosvásárhelyen jelöltek ki számukra kényszerlakhelyet.
Vízfestményein (melyeket olykor pasztellel kevert) nagyszámú erdélyi műemléket és városképi részletet örökített meg. Ezeket művészettörténeti írásainak illusztrációjaként Kelemen Lajos is fölhasználta.
Lányánál halt meg Dicsőszentmártonban 1984. április 11-én.